# Grižice
Grižice (en serbe cyrillique : Грижице) est un village du nord-est du Monténégro, dans la municipalité de Rožaje.

## Démographie

### Évolution historique de la population
| 1948 | 1953 | 1961 | 1971 | 1981 | 1991 | 2003 |
| ---- | ---- | ---- | ---- | ---- | ---- | ---- |
| 419  | 474  | 500  | 439  | 431  | 430  | 434  |